# Leśna Huta w Szklarskiej Porębie
Leśna Huta w Szklarskiej Porębie – prywatna huta szkła, położona w Szklarskiej Porębie, przy ul. Kołłątaja 2. Jej właścicielem jest Henryk Łubkowski, były pracownik Huty Szkła Kryształowego „Julia”.
Zakład powstał w 1989 roku i jest wyposażony w piec szklarski, opalany gazem technicznym. Wytop szkła odbywa się z zastosowaniem dawnych narzędzi i form kuglerskich. Nazwa zakładu pochodzi od tzw. „leśnego szkła” - odmiany szkła barwionego w masie, któremu nadaje się kolor zielonkawy lub szarawy.
Huta produkuje przede wszystkim szkło użytkowe oraz ozdobne (wazony, patery, kubki, kielichy, figurki). Produkty huty można nabyć w znajdującym się na miejscu sklepie.

Zakład pełni również funkcję żywego muzeum, w którym - po uprzednim uzgodnieniu - zapoznać się można z tradycyjnymi metodami wytopu i obróbki szkła.
Od 2008 roku, w pierwszej połowie lipca na terenie huty organizowane są międzynarodowe plenery szkła artystycznego „Ekoglass Festival”.